# Nabil Sahraoui
Nabil Sahraoui (? - 20 de junio de 2004), alias Mustapha Abou Ibrahim fue un militante argelino del Grupo Islámico Armado y líder del Grupo Salafista para la Predicación y el Combate desde septiembre de 2003, cuando depuso a Hassan Hattab, hasta su fallecimiento cuando se anunció su alianza con Al Qaida Fue abatido en una acción del Ejército Nacional Popular de Argelia, el 20 de junio de 2004, siendo reemplazado en la dirección del Grupo Salafista para la Predicación y el Combate por Abdelmalek Droukdel.